# Ельница (Польша)
Ельница (пол. Jelnica) — деревня в Бяльском повете Люблинского воеводства Польши. Входит в состав гмины Мендзыжец-Подляски. По данным переписи 2011 года, в деревне проживало 525 человек.

## География
Деревня расположена на востоке Польши, на правом берегу реки Кшны-Пулноцны, на расстоянии приблизительно 29 километров к западу от города Бяла-Подляска, административного центра повета. Абсолютная высота — 148 метров над уровнем моря. Через населённый пункт проходит региональная автодорога 806.

## История
По данным на 1827 год имелось 50 дворов и проживало 225 человек. Согласно «Справочной книжке Седлецкой губернии на 1875 год» деревня входила в состав гмины Мисе Радинского уезда Седлецкой губернии.
В 1975—1998 годах деревня входила в состав Бяльскоподляского воеводства.

## Население
Демографическая структура по состоянию на 31 марта 2011 года:
|         | Всего | До трудоспособного возраста | Трудоспособного возраста | Старше трудоспособного возраста |
| ------- | ----- | --------------------------- | ------------------------ | ------------------------------- |
| Мужчины | 261   | 62                          | 170                      | 29                              |
| Женщины | 264   | 56                          | 146                      | 62                              |
| Всего   | 525   | 118                         | 316                      | 91                              |